# 太田清之助
太田 清之助（おおた せいのすけ、1909年（明治42年）1月19日 - 1989年（平成元年）2月26日）は、日本の実業家。元・博多大丸会長。元・大日本麦酒技師。
第一徴兵保険（後の東邦生命保険）社長、衆議院議員、貴族院議員などを務めた四代目太田清蔵の四男。東邦生命保険社長五代目太田清蔵の弟。元・自民党衆議院議員太田誠一、ホテル日航福岡社長太田輝幸の実父。妻・俊子は商工大臣、農林大臣、大蔵大臣など歴任した櫻内幸雄の三女。

## 経歴・人物
福岡県福岡市出身。旧制福岡高等学校理科甲類を経て、1933年に九州帝国大学農学部農芸化学科を卒業。大日本麦酒に入り1938年、兵役。1946年香椎農園、1949年日東食品を各経営。1951年、前二事業を閉鎖。1952年1月、東邦生命嘱託となる。同年12月、博多大丸常務取締役。趣味はゴルフ、写真、清元小唄。宗教は曹洞宗。住所は福岡市早良区城西。

## 家族・親族
太田家
- 妻・俊子（1918年[3] - 2004年、島根県人・櫻内幸雄の三女）[3]
- 長女[3]
- 長男・誠一[3]（政治家、1945年[3] - ）
- 二男・輝幸[3]（実業家、1948年[3] - ）